# Никуштак
Никушта́к (мак. Никуштак) — село у Північній Македонії, входить до складу общини Липково Північно-Східного регіону.
Населення — 1748 осіб (перепис 2002) в 320 господарствах.